# Картер, Аарон
Аарон Чарльз Картер (англ. Aaron Charles Carter; 7 декабря 1987, Тампа, Флорида — 5 ноября 2022, Ланкастер, Калифорния) — американский актёр и певец.

## Биография
Он пришёл к славе хип-хоп певца в конце 90-х годов, позиционируя себя как среди доподростковой, так и подростковой аудитории — в начале 2000-х годов. В 7 лет он создаёт группу «Dead End» («Тупик»), но в 2006 году группа распадается. После этого начинается его сольная карьера. Завоевал известность благодаря своему брату Нику Картеру, солисту группы Backstreet Boys. В 2002 году Аарон выступил на разогреве у группы своего брата, перед 30-тысячной толпой, в Берлине. Известен в СМИ по сообщениям о его неординарной личной жизни, в том числе его отношениях с не менее известными певицами Хилари Дафф и Линдси Лохан, и по ряду юридических проблем, в том числе с участием его матери Джейн Картер.
Снялся в клипе вместе со звездой баскетбола Шакилом О’Нилом.
21 февраля 2008 года был задержан полицией за превышение скорости. При досмотре машины было обнаружено не менее 2-х граммов марихуаны.
Аарон Картер вернулся на сцену 30 июля 2010 года и выступил на концерте в клубе «The Crazy Donkey».
В 2017 году Картер совершил каминг-аут как бисексуал.
5 ноября 2022 года Картер умер в возрасте 34 лет в своём доме в Ланкастере. TMZ сообщили, что Картер был найден утонувшим в своей ванне. Представитель команды Картера сказал, что причина смерти всё ещё устанавливается. Впоследствии судмедэксперт  постановил, что смерть Картера была случайной: он утонул после вдыхания дифторэтана и приема алпразолама
.

## Дискография

### Альбомы
- 1997 — Aaron Carter — #12 UK
- 2000 — Aaron’s Party (Come Get It…)
- 2001 — Oh Aaron
- 2002 — Another Earthquake
- 2003 — Aaron Carter — Most Requested Hits
- 2006 — Come Get It: The Very Best of Aaron Carter
- 2006 — 2 Good 2 B True
- 2017 — Love

### Синглы
- 1997 — «Crush On You» — #9 UK
- 1998 — «Crazy Little Party Girl» — #7 UK
- 1998 — «I’m Gonna Miss You Forever» — #24 UK
- 1998 — «Surfin' USA» — #18 UK
- 2000 — «I Want Candy» — #31 UK <piosenka G.C>
- 2000 — «Aaron’s Party (Come Get It…)» — #51 UK
- 2000 — «That’s How I Beat Shaq» — #96 US (2001 release)
- 2000 — «The Clapping Song»
- 2001 — «Oh Aaron»
- 2001 — «Leave It Up To Me» — #22 UK
- 2001 — «Not Too Young, Not Too Old»
- 2001 — «I’m All About You»
- 2002 — «Another Earthquake»
- 2002 — «Summertime»
- 2002 — «To All the Girls»
- 2003 — «Do You Remember»
- 2003 — «She Wants me» (with Nick)
- 2004 — «One Better»
- 2005 — «Saturday Night»

### Саундтреки
- Pokémon: The First Movie (1999) — «(Have Some) Fun With The Funk»
- The Little Vampire (2000) — «Iko Iko»
- Rugrats In Paris: The Movie (2000) — «Life Is A Party»
- Jimmy Neutron, Boy Genius (2001) — «Leave It Up To Me», «AC’s Alien Nation», «Go Jimmy Jimmy»
- The Princess Diaries (2001) — «Little Bitty Pretty One»
- Popstar (2005) — «Субботним вечером в прямом эфире» (live), «Enough Of Me», «I Want Candy» (live), «One Better» (live), «Do You Remember» (live)

## Фильмография
| Год  |    | Русское название           | Оригинальное название             | Роль            |
| ---- | -- | -------------------------- | --------------------------------- | --------------- |
| 2001 | мс | Ракетная мощь              | Rocket Power                      | Клатч Кернер    |
| 2001 | с  | Сабрина — маленькая ведьма | Sabrina, the Teenage Witch        | камео           |
| 2001 | с  | Лиззи Магуайер             | Lizzie McGuire                    | камео           |
| 2002 | мс | Дети свободы               | Liberty's Kids                    | Джозеф Мартин   |
| 2003 | с  | Семейное дело              | Family Affair                     | Лиам            |
| 2004 | с  | Седьмое небо               | 7th Heaven                        | Гарри           |
| 2004 | ф  | Толстяк Альберт            | Fat Albert                        | Даррен          |
| 2005 | ф  | Поп-звезда                 | Popstar                           | ДжейДи Маккуинн |
| 2005 | ф  | Суперкросс                 | Supercross                        | Оуэн Коул       |
| 2006 | ф  | С кем бы отведать сыра     | I Want Someone to Eat Cheese With | Марти           |
| 2014 | ф  | Ночь страха в колледже     | College Fright Night              | Брайан          |
| 2016 | с  | Энджи Трайбека             | Angie Tribeca                     | ПиТи Крузер     |